# The Ickabog
The Ickabog este un basm cult scris de JK Rowling. Povestea a fost publicată online în foileton de către Rowling, înainte de publicarea sa oficială în noiembrie 2020. The Ickabog este prima carte pentru copii a lui Rowling de după publicarea romanului Harry Potter și Talismanele Morții în 2007. După lansare, cartea a primit recenzii critice în general pozitive și a devenit un bestseller.

## Contextul și lansarea
The Ickabog este destinat copiilor cu vârste cuprinse între șapte și nouă ani. Este prima carte pentru copii scrisă de JK Rowling care nu este plasată în universul Harry Potter⁠(d), și, atunci când a anunțat-o, Rowling a confirmat că The Ickabog nu va fi un spin-off⁠(d) din Harry Potter. Rowling a descris cartea drept „un basm politic ... pentru copiii ceva mai mici”. Rowling a conceput pentru prima dată The Ickabog între 2003 și 2007, drept cadou pentru copiii ei. Ea intenționa să o publice după seria Harry Potter, dar s-a oprit o vreme după ce s-a concentrat pe ficțiunea pentru adulți. Scenariul lui The Ickabog a rămas în podul casei până în 2020. Rowling spune că a mers la serbarea aniversării a 50 de ani purtând o rochie care conținea „manuscrisul pierdut” al lui The Ickabog. Rowling a făcut unele ajustări manuscrisului său original după feedbackul primit de la copiii ei.
Rowling a anunțat că va lansa cartea online în 3 episoade zilnice gratuite între 26 mai și 10 iulie 2020. Ea a declarat: „am hotărât să public The Ickabog gratuit online, astfel încât copiii care sunt în lockdown, sau chiar cei care se întorc la școală în aceste vremuri ciudate și tulburătoare, să îl poată citi sau să li se citească.” Primele două capitole au fost lansate pe 26 mai 2020. Ulterior, capitolele trei până la cinci au fost publicate pe 27 mai 2020. Ultimul capitol, 6, a fost publicat pe 10 iulie 2020. În primele 24 de ore, site-ul The Ickabog a avut mai mult de 5 milioane de vizualizări din 50 de țări.
Ickabog a fost lansat în variantă tipărită, e-book și audiobook pe 10 noiembrie 2020, și nu mai este disponibil pentru lectură gratuită online. Rowling a spus că își va dona sumele obținute din drepturile de autor asupra cărții către organizații de caritate. Rowling a organizat și un concurs de ilustrații cu idei de imagini necesare pentru fiecare capitol al cărții. Cele mai bune ilustrații sunt utilizate în cartea publicată. Cartea este publicată de Hachette UK.

## Conținut
The Ickabog are acțiunea în legendara țară Cornucopia, unde domnește regele Fred. Ickabog este un monstru despre care se spune că locuiește în mlaștinile din nord, și el este dat drept explicație pentru dispariția oilor și a oamenilor care rătăcesc prin mlaștini, sau pentru speriat copiii. Sudul Cornucopiei este o zonă prosperă, cu orașe specializate fiecare pe producția de alimente diferite, în contrast cu nordul mai puțin bogat, cunoscut sub numele de Mlaștinile.

## Cartea audio
Audible⁠(d) a lansat versiuni de carte audio The Ickabog în engleză, italiană, germană, spaniolă, portugheză braziliană, bulgară, neerlandeză, chineză simplificată și rusă în noiembrie 2020. Versiunea în limba engleză este lecturată de Stephen Fry.

## Primirea
Jake Kerridge, pentru The Daily Telegraph, a acordat cărții 3 din 5 stele, descriind-o ca „un basm distractiv, dar ușor, căruia îi lipsește magia lui Harry Potter”. Trecând în revistă primele capitole după lansarea lor online inițială, Kelly Apter de la The Scotsman⁠(d) a dat o recenzie pozitivă, lăudând „descrierile luxuriante” ale lui Rowling și „cliffhangerele tantalice”. Scriind pentru The Times, Alex O'Connell a recenzat și el pozitiv cartea, spunând că „tortul și un monstru sunt evadarea de care avem nevoie cu toții”, și l-a evaluat cu 5 din 5 stele.
Vânzările
Potrivit lui Nielsen BookScan, The Ickabog s-a vândut în 90.023 de exemplare în Regatul Unit, excluzând vânzările din lockdown, și a devenit un bestseller New York Times.